# Appunti e note
«Appunti e note» (с итал. — «Заметки на полях») — сингл известного итальянского певца и композитора Эроса Рамаццотти, который был выпущен 19 ноября 2010 года.

## Описание
Песня была выпущена, как пятый сингл из альбома Эроса Рамаццотти «Ali e radici» 2009 года. Композиция написана самим исполнителем, а также его давним другом и коллегой, Клаудио Гвидетти.
Существует также испанская версия песни — «Apuntes y notas».

## Список композиций
1. Appunti e note — 3:54.